# Panoramahaus Dornbirn

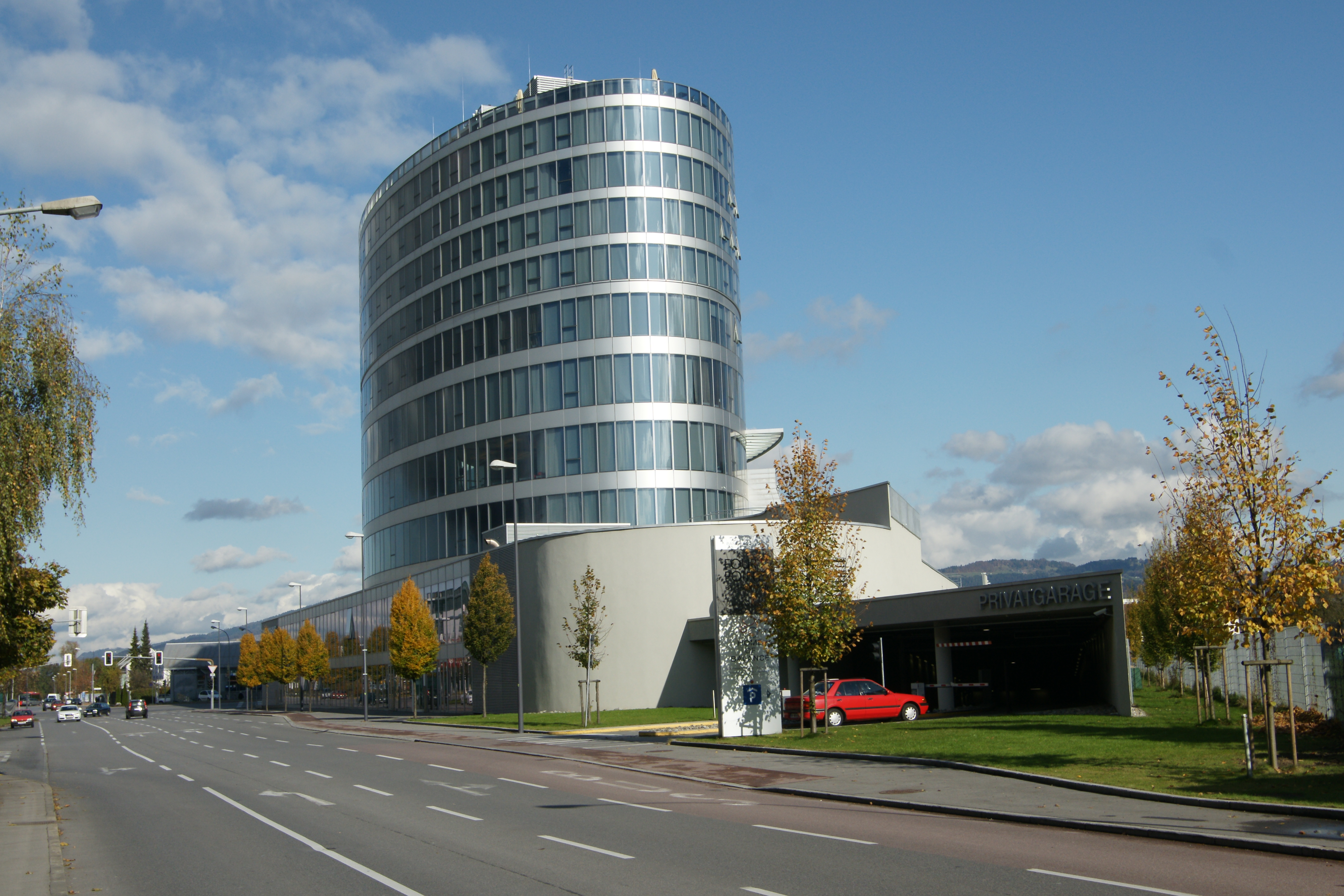
Das Panoramahaus gesehen von Süden entlang der Messestraße.

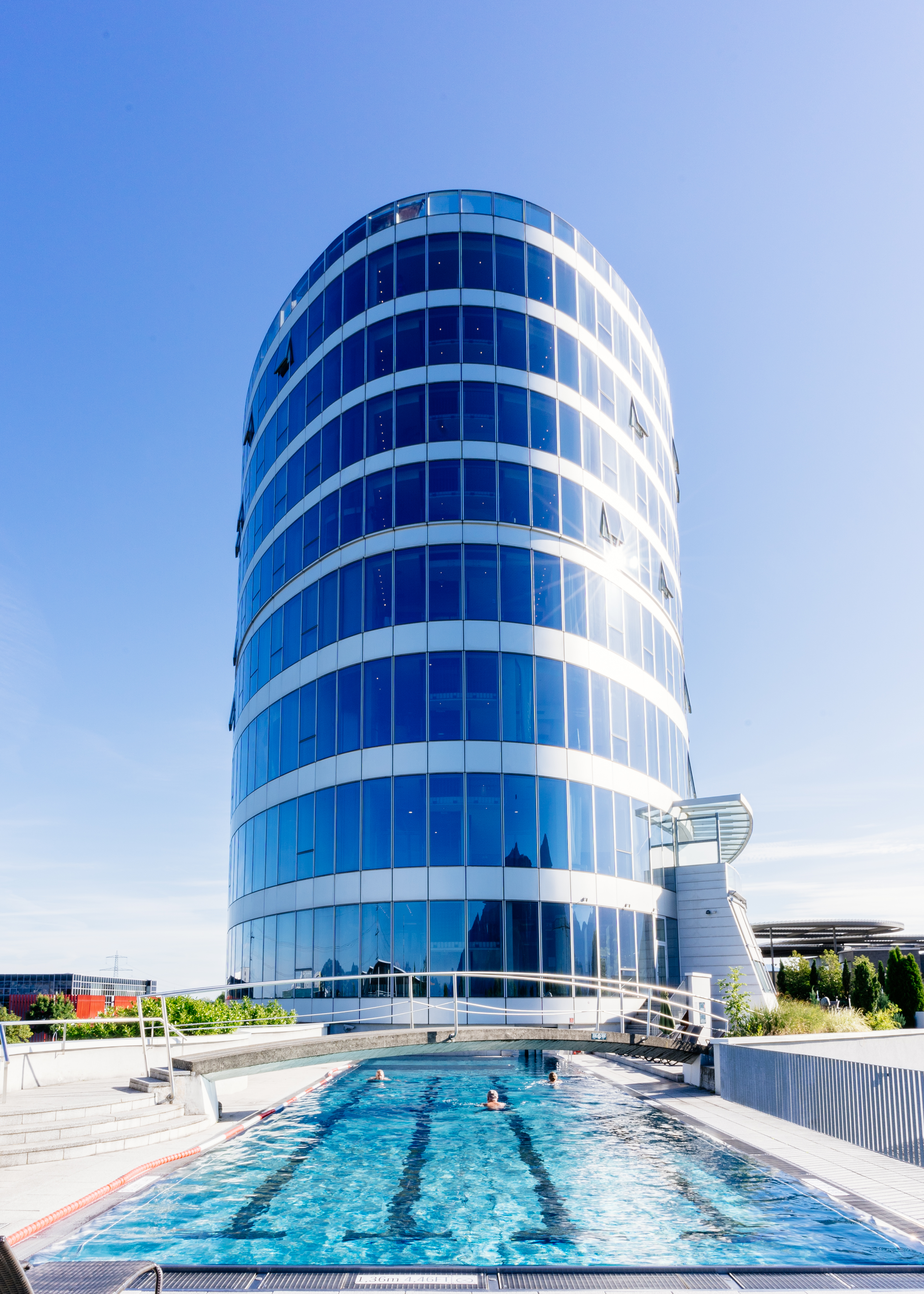
Das Panoramahaus – Blick vom Pool.

Das Panoramahaus Dornbirn ist mit 49 Meter Höhe das höchste gewerblich genutzte Gebäude im österreichischen Bundesland Vorarlberg. Es befindet sich in Dornbirn, der größten Stadt des Landes, in unmittelbarer Nähe zum Messepark, dem Dornbirner-Messe-Gelände sowie zur Autobahnauffahrt Dornbirn-Süd (A14).
Der österreichische Architekt Bernhard Bügelmayer plante den elliptischen Baukörper bereits im Sommer 2002. Nach mehr als 23 Monate dauernder Bauzeit wurde das Gebäude im September 2005 schließlich fertiggestellt. Bauträger war dabei die Messepark Gesellschaft, die die Leitung des Gebäudes schließlich an die Panoramahaus Hotel- und Gesundheitszentrum Betriebs GmbH & Co KG abgab.
Für die Kosten von 50 Millionen Euro wurde auf einem 8.232 m² großen Grundstück ein Gebäude mit 13 Stockwerken errichtet. In diesem Neubau sind ein Four-Points-by-Sheraton-Hotel sowie der Fitness- und Wellnessbetrieb Home of Balance untergebracht.